# Зильберберг, Рахель

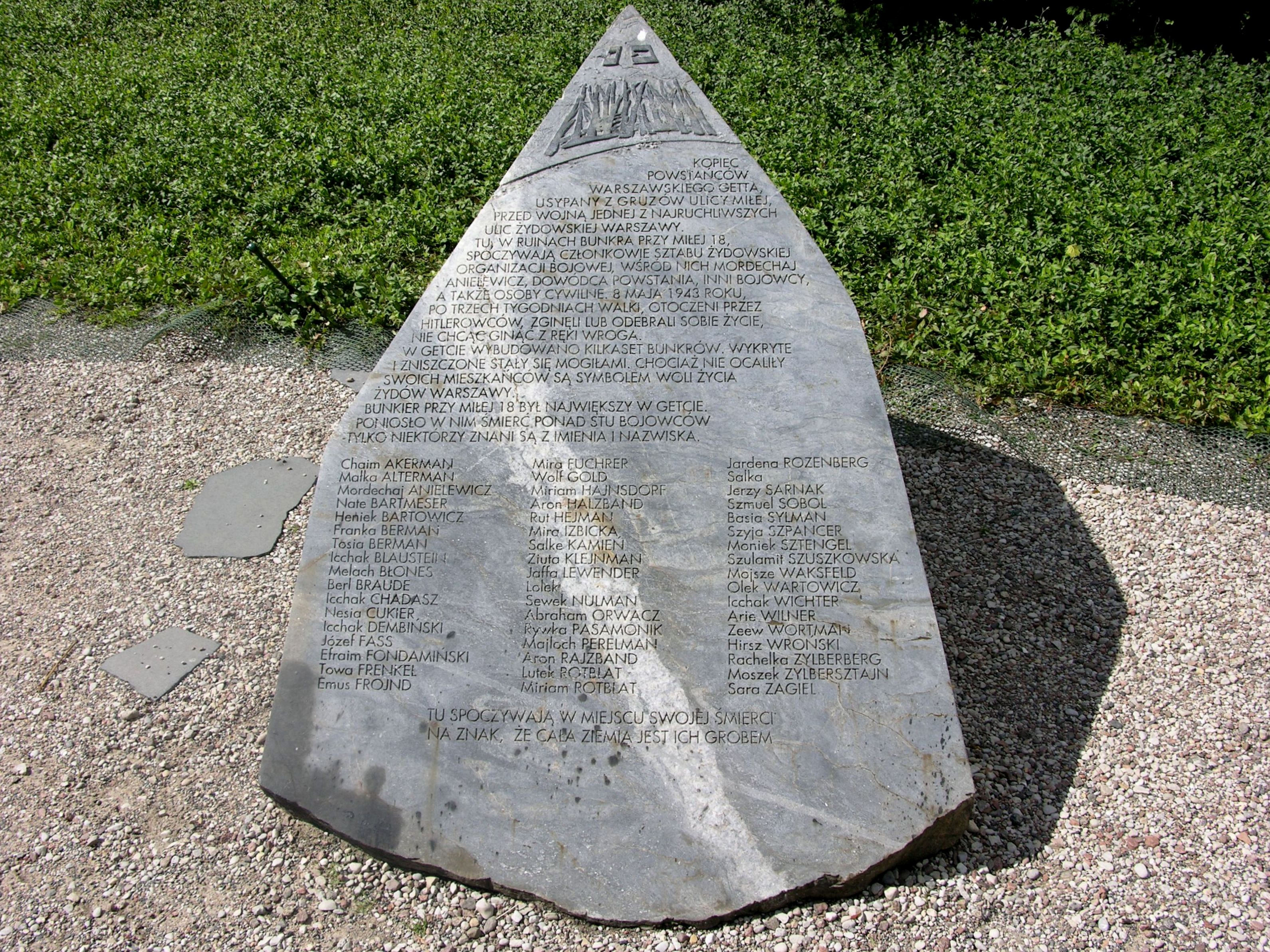
Обелиск с фамилиями погибших в бункере Анелевича в Варшаве. Имя Рахель — третье снизу в правом нижнем углу

Рахель (Саренка) Зильберберг (5 января 1920, Варшава — 8 мая 1943, Варшавское гетто, Генерал-губернаторство) — активистка и участница восстания в Варшавском гетто, сыгравшая ключевую роль в его организации. Член социалистического сионистского молодёжного движения «Хашомер Хацаир». Была известна под именем Саренка, что на польском означает «оленёнок».
С началом Второй мировой войны, она уехала в Вильно, а затем вернулась в Варшаву вместе с Хайке Гроссман, отказавшись от дочери Майи, и принимала активное участие в еврейском сопротивлении. Рахель была одним из немногих лидеров, которые вернулись в осаждённое гетто, и одним из первых распространителей информации о нацистском плане по уничтожению евреев.
Погибла 8 мая 1943 года в Варшаве в штабе повстанцев, находившемся в здании по адресу адресу улица Мила, 18.

## Биография
Рахель Зильберберг родилась 5 января 1920 года в Варшаве в семье ортодоксальных евреев, владевших местным молочным магазином. Она училась в еврейской гимназии, где присоединилась к молодёжному движению «Хашомер Хацаир», став членом «фронтовой» группы вместе с Мордехаем Анелевичем, будущим командиром восстания в Варшавском гетто. Во время учёбы девушка отличалась хорошей успеваемостью и организаторскими способностями. В 1938 году Рахель стала преподавателем младших классов, пользуюсь уважением среди учеников. Она получила аттестат зрелости 1 сентября 1939 года, в день вторжения немецких войск в Польшу, положившего начало Второй Мировой войне.
Рахель бежала с сестрой Рут в Восточную Польшу, уехав сначала в Кедайняй, находившийся в то время под контролем СССР, а затем в Вильно, где присоединилась к кибуцу Хашомер-Хацаир. Получив хорошее образование, она сразу же заняла важное место в жизни кибуца. В Вильно она жила со своим напарником Моше Копито, который был близким другом Мордехая Анелевича.
20 февраля 1941 года у Рахель и Моше родилась дочь Майя. 22 июня 1941 года немецкая армия начала операцию «Барбаросса», атаковав советские позиции в Восточной Польше. Позднее Рахель в качестве очевидца описывала депортацию евреев в пригород Вильно и массовые убийства нацистскими немцами и их литовскими коллаборационистами.
Рахель укрылась в польском доминиканском монастыре в 6 километрах от Вильно. Всего в монастыре скрывалось от 15 до 20 евреев, ставших лидерами восстания. Связь между повстанцами Хашомер-Хацаира и скрывавшимися в монастыре поддерживала Ядвига Дудезиц при содействии Ирены Адамович. Впоследствии, когда город был занят советскими войсками, члены Хашомер-Хацаир помогли обеим женщинам спрятаться.
После того как Моше Копито был убит нацистами, когда пытался купить молоко и продукты для их дочери, Рахель отдала Майю в детский дом в Вильно под именем Ядвига Согак, чтобы продолжить повстанческую деятельность в Варшаве и помогать семье. Дальнейшая судьба Майи неизвестна. Руководство Хашомер-Хацаира в Вильно направило Хайку Гроссман для перевозки Рахель. В дороге она приняла вид дочери Хайки, хотя была ненамного моложе её.
Рахель Зильберберг вернулась в Варшавское гетто в январе 1942 года. Она стала активно рассказывать евреям о массовых убийствах в гетто по всей восточной Польше, Украине и Литве и собирать активистов для организации восстания. Жители гетто не знали об этой резне и планах нацистов по уничтожению евреев. Она проводила эмоциональные встречи, пока не убедила Миру Фюхрер, Мордехая Анелевича и других лидеров движения в серьёзности их положения.
В ходе восстания 8 мая 1943 года Рахель с другими активистами оказалась заблокированной в штабе в здании по адресу улица Мила, 18. Немцы пустили в здание слезоточивый газ, чтобы заставить повстанцев выйти. Часть из них совершили акт массового самоубийства, чтобы не сдаваться врагу, остальные погибли от гранат и мин немцев.
Имя Рахель Зильберберг и ещё 50 повстанцев выгравировано на обелиске в память о жертвах восстания.